# 카자흐스탄의 경제
카자흐스탄의 경제는 절대적, 1인당 경제규모 모두 중앙아시아에서 가장 크지만 2013년~2016년 급격한 환율 하락세를 보였다. 그것은 광물과 금속뿐만 아니라 석유 매장량도 가지고 있다. 또한 광활한 스텝 지대가 축산과 곡물 생산을 모두 수용할 수 있어 상당한 농업 잠재력을 가지고 있다. 남쪽의 산은 사과와 호두에게 중요하다. 두 종 모두 그곳에서 야생으로 자란다. 카자흐스탄의 산업 분야는 이러한 천연자원의 추출과 가공에 의존하고 있다.
소련의 붕괴와 카자흐스탄의 전통적인 중공업 제품에 대한 수요의 붕괴는 1991년 이후 경제의 급격한 하락으로 이어졌으며 1994년에는 연간 감소율이 가장 높았다. 1995-97년에 경제 개혁과 민영화라는 정부 프로그램의 속도가 빨라지면서 자산이 민간 부문으로 상당 부분 이전되었다. 카자흐스탄은 2000년 유럽 연합(EU)과 2002년 미국으로부터 각각 "시장경제 국가" 지위를 부여받았다.
1996년 12월 카자흐스탄 서부 텡기스 평원에서 흑해로 연결되는 새로운 파이프라인을 건설하기 위한 카스피 파이프라인 컨소시엄의 서명이 체결됨에 따라 수년 내 석유 수출 규모가 상당히 커질 전망이다. 카자흐스탄 경제는 1998년 유가 하락과 8월 러시아 금융위기로 국내총생산(GDP) 성장률이 2.5% 하락하면서 하락세로 돌아섰다. 1999년의 밝은 점은 국제 석유 가격의 회복으로 시기적절한 평가절하와 대풍작 수확이 합쳐져 경제가 침체에서 벗어나게 되었다.
현재 1인당 GDP는 90년대에 26% 감소했다. 2000년대 카자흐스탄의 주요 수출품인 석유, 금속 및 곡물 가격 상승에 힘입어 카자흐스탄 경제는 급성장했다. GDP는 1999년 1.7%에서 2000년 9.6% 성장했다. 2006년에는 극도로 높은 GDP 성장이 지속되어 10.6% 성장했다. 러시아와 중국의 호황과 인접한 독립국가연합(CIS) 국가들과의 사업은 이러한 성장을 촉진하는 데 도움을 주었다. 증가된 경제 성장으로 인해 정부 재정에도 전환이 이루어졌는데, 1999년 GDP의 3.7%의 현금 적자에서 2000년 0.1%의 흑자로 예산이 이동하였다. 카자흐스탄은 유가 하락과 우크라이나 사태의 영향으로 2014년부터 경제성장률이 둔화됐다. 2014년 19%, 2015년 22% 평가절하됐다.
2017년 세계 경제 포럼(WEF)은 세계 경쟁력 순위를 집계해 카자흐스탄 144개국 중 57위를 차지했다. 이 순위는 시장 규모, GDP, 세율, 인프라 개발 등과 같은 여러 거시 경제 및 금융 요소를 고려한다. 2012년 세계 경제 포럼은 부패가 자국 내 가장 큰 문제로 꼽혔고, 세계은행은 앙골라, 볼리비아, 케냐, 리비아, 파키스탄과 어깨를 나란히 카자흐스탄을 부패의 중심지로 꼽았다. 카자흐스탄은 국제 투명성 기구의 2018년 부패 인식 지수에서 100점 만점에 31점을 받아 높은 부패수준을 나타냈다.
시릴 뮬러 세계은행 유럽과 중앙아시아 부총재는 2017년 1월 아스타나를 방문해 세계은행과 25년간 협력하면서 이룬 아스타나의 발전을 치하했다. 뮬러는 카자흐스탄이 세계 190개국 중 35위를 차지한 2017년 세계은행 비즈니스 보고서에서 카자흐스탄의 입지가 개선된 것에 대해서도 언급했다. 2000년 이후 정부는 여러 공공부문 개혁을 단행하고 비용 절감과 공공서비스 제공 효율성 증대를 목표로 하는 새로운 공공경영(NPM) 방식을 채택했다.
카자흐스탄이 세계 지식 재산권 기구가 발표한 2018년 글로벌 혁신 지수(GII)에서 중앙아시아와 남아시아 지역 순위에서 3위를 확보했다.

## 거시 경제 동향
카자흐스탄은 워싱턴 D.C.의 헤리티지 재단이 발표한 2014년 경제자유지수에서 지난 17년간 22점을 얻었는데, 이는 저자들이 기록한 20대 개선사항 중 하나로 주목하고 있다. 카자흐스탄의 경제적 자유 점수는 69.1점으로 "적당한 자유"와 같다. 투자 자유와 정부 청렴도가 크게 향상되어 재정 건전성과 통화 자유가 가파른 하락을 상쇄하면서 전반적인 점수가 0.1점 상승했다. 카자흐스탄은 아시아 태평양 지역 43개국 중 11위로 전체 점수가 지역과 세계 평균을 웃돈다.

## 경제성장 및 GDP
카자흐스탄의 GDP는 2014년 1월부터 9월까지 실질적으로는 4.1% 성장했다.
카자흐스탄의 실질 국내총생산(GDP) 성장률은 2014년 4.3%에 달할 것으로 예상되었으며, 2014년 카자흐스탄 경제의 주된 원동력은 소비자 부문이며, 카자흐스탄의 소비는 주로 소매 대출에 의해 촉진되고 있다.
카자흐스탄 통계청에 따르면 2014년 1분기 카자흐스탄 GDP 성장률은 3.8%였다.
카자흐스탄 정부는 2014년 5월 1일 IBRD, IFC, MIGA와 기본 파트너십 계약을 체결했으며, 이 계약에 따라 세계은행은 경제 다변화와 지속 가능한 발전을 위해 카자흐스탄에 25억 달러를 배정할 예정이다.
세계은행 보고서에 따르면 카자흐스탄은 2015년 기준 국내총생산(GDP)이 1700억 달러로 중상위권 국가 수준에 도달한 것으로 나타났다.
카자흐스탄 농업은 2015년 외국인 직접투자가 30%, 석유제품 분야는 80% 증가했다.
2016년 카자흐스탄 경제는 저유가와 긴축 평가절하로 인한 위기에서 회복되기 시작했다. 카자흐스탄 국가경제부 장관에 따르면 2016년 9개월 동안 GDP 성장률은 0.4%에 달했다. 가장 높은 성장률을 보인 부문은 건설(6.9%), 농업(4.9%), 운송(4.0%) 등이다.
카자흐스탄은 세계은행의 2020년 비즈니스 보고서에서 190개국 중 25위를 차지했다. 카자흐스탄은 2020년 순위에서 전년 대비 28위에서 25위로 3점 상승했다. 이로써 카자흐스탄은 아이슬란드(26위), 오스트리아(27위), 러시아(28위), 일본(29위) 등 국가보다 앞섰다.
카자흐스탄은 2019년 국가 경제 성장의 85%를 차지했던 비석유 부문 경제 발전을 우선시하고 있다.
카자흐스탄은 2020년 첫 7개월 동안 자동차 수출이 7배 증가하는 등 전년보다 훨씬 많은 물량을 수출했다. 국내총생산(GDP)은 코로나19 범유행으로 서비스업 감소로 3% 감소했지만 실질 경제 부문은 크게 성장했다. 농업, 건설, 제조업은 모두 첫 8개월 동안 생산량이 증가했다.
2020년 가장 큰 성장폭은 광공업(+53.6%), 제약업(+39.7%), 금속가공제품(+19.5%), 기계공학(+16.5%), 경공업(+16.4%) 등이다. 서비스업에서 성장세를 보인 업종으로는 건설업(+10.7%)과 정보통신업(+8.2%)이 포함됐다.

## 경제 분야

### 주요

#### 에너지
카자흐스탄은 전 세계 생산량의 35%로 세계 우라늄 생산량 1위국으로, 호주 다음으로 우라늄 매장량이 많다.

#### 석유 및 가스
석유와 가스는 주요 경제 분야이다. 카자흐스탄은 2000년 3525만2000t(하루 70만배럴)의 석유를 생산해 1999년(302만5000t)보다 17.4% 증가했다. 2000년 석유 수출량은 2888만3000t으로 1999년 2081만3000t에 비해 38.8% 증가했다. 2001년 생산량은 정부가 예상한 원유량 4010만t(1일 80만배럴)을 맞추기 위해 목표치대로 약 20%의 성장률을 보이고 있다. 2000년 천연가스 생산량은 1999년 8.2km2에서 11.5km2에 달했다.

### 산업

#### 자동차
2014년 6월 카자흐스탄 코스타나이에서 토요타 포튜너의 CKD(Complete Knock-Down) 집회가 시작되었다. 연간 예상 생산량은 약 3,000대의 자동차를 생산한다.
카자흐스탄의 자동차 산업은 2014년 급속도로 발전하여 연간 20억 달러 규모의 제품을 생산하고 있다. 안타깝게도 업계는 큰 기대에도 불구하고 하락세를 보였고, 매출은 2016년 4만6000대로 줄어들었다.
카자흐스탄 경제는 2020년 자동차 산업에서 가장 큰 성장세를 보였으며, 이는 코로나19 범유행에도 불구하고 53.6%의 성장률을 보였다.

### 서비스

#### 기술
2014년 12월 22일, 세계은행은 상업적이고 사회적으로 실행 가능한 기술 혁신을 촉진하기 위한 카자흐스탄의 노력을 지원하는 8,800만 달러의 차관을 승인했다. 생산혁신 육성사업은 기술혁신을 육성하고 지원할 수 있는 분야에서 국가개선을 목표로 한다.

#### 도박
카자흐스탄의 도박은 이미 차르주의 러시아 시대에 발전하고 있었고, 그 후 복권이 조직되었다. 1698년 차르 피터 1세는 처음으로 조직적인 복권을 허용하는 법령에 서명했다. 말년에 소비에트 사회주의 공화국 연방 재무부와 카자흐스탄에 의해 로또가 조직되었다. 카자흐스탄 재무부는 1999년부터 도박업 면허를 발급하기 시작했다. 카자흐스탄 정부는 2007년 러시아 도박특구의 본보기가 될 카자흐스탄 영토 내 도박을 금지하는 새로운 법을 도입했다. 이들 지역 밖에 있는 카지노들은 문을 닫거나 합법적으로 운영될 수 있는 곳으로 옮겨야 했다. 새로운 법률이 도입된 후 첫 합법적인 카지노가 문을 연 것은 2008년 10월 1일 문을 연 카프차게이의 카지노 플라밍고였다. 2018년 카자흐스탄 도박업체 수입은 195억 원이다. 이는 2017년보다 16.1% 늘어난 것이다. 그리고 이 금액은 168억 텐지 수준이었다.

## 중소기업들
2015년 2월 카자흐스탄에서 소규모 기업을 지원하기 위한 새로운 프로그램이 시작되었으며, 2015년은 이 프로그램의 시범 기간이 될 것으로 예상된다. 이 기간 동안 계획은 농업, 기계 건축, 건설 자재 생산 등 3대 분야에 집중될 것이며 다른 산업으로 확대될 예정이다.
2015년 5월 유럽 부흥 개발 은행(EBRD)는 기술 협력 프로젝트, 중소기업(SME) 자문 지원 및 여성 인 비즈니스 프로그램에 4100만 유로를 제공하기로 합의했다.
2016년 카자흐스탄 통신 창업자 수는 2015년 대비 10% 증가했다. 현재 전국에 등록된 소규모 통신사는 9400여 개다.
카자흐스탄 정부는 기업, 특히 중소기업에 대한 광범위한 지원을 제공한다. 중소기업의 개발은 카자흐스탄의 비즈니스 로드맵 2020 주 프로그램의 필수적인 부분이다. 카자흐스탄 국내총생산(GDP)에서 중소기업 비중이 2015년 24.9%에서 2018년 28.4%로 증가했다. 카자흐스탄은 이 지표를 2050년까지 50%까지 끌어올릴 계획이다.

## 2016년~2020년 민영화
2015년 12월 카자흐스탄 정부는 2016년~2020년 새로운 민영화 계획을 승인했다. 2014년 민영화를 지속하는 대규모 민영화 프로그램으로 60개 주요 국영기업이 참여하고 있다. 카자흐스탄 재정부에 따르면, 주 예산은 2016년 9월 20일 현재 2014년~2016년 민영화 프로그램 내에서 이루어진 계약에서 69억 9천만 달러(2060만 달러)를 받았다. 카자흐스탄의 민영화 프로그램은 경제협력개발기구(OECD) 국가들의 경제참여율을 15%로 낮추는 것을 목표로 하고 있다.

## 다른 정보
최근 몇 년 동안 카자흐스탄과 미국 사이에 무역로가 개설되었다. 현재 전 세계 소금 수입 및 수출 물량(연간 350,000톤)의 54%를 차지하고 있다.